# 湘南工科大学附属高等学校
湘南工科大学附属高等学校（しょうなんこうかだいがくふぞくこうとうがっこう）は、神奈川県藤沢市辻堂西海岸一丁目に所在する私立高等学校。湘南工科大学の附属学校である。

## 概要
かつては工業高校であったが、2020年現在は、普通科のみで、進学アドバンスコースセレクトクラス（SC科）、進学アドバンスコース（FA科）、進学スタンダードコース（FS科）、技術コース（E科）、体育コース（T科）の5つのコースとなっている。湘工（しょうこう）・湘工大・湘工大附属などと呼ばれる。
神奈川の高校の中でも、非常に運動部の活動が活発な学校の一つである。卒業生の中にはオリンピック出場選手を輩出している。それらの部活で活躍するほとんどの生徒は、体育コースと呼ばれる部活動を中心に授業を進めていくコースに属している。体育コースは中学時代に各部活動で優秀な成績を収めた者が、推薦入試の形のみで入学することが可能。男子水泳部は全国総体で5回、女子水泳部は2回総合優勝を果たしている。卓球部は2008年に県総体優勝。2015年、全国総体出場50年連続50回目。テニス部は2008年に全国総体優勝を2年連続で達成。2009年に第31回全国選抜高校テニス大会で優勝した。体育コースは剣道部（男女）／サッカー部（男子）／水泳部（男女）／ 体操部（男女）／卓球部（男子）／テニス部（男女）／バスケットボール部（男女）／ハンドボール部（男子）／ 野球部（男子）／ラグビー部（男女）／ 陸上競技部：短距離・中距離・長距離（男女）／ニュースポーツ部（男女）の部員のみが所属することができる。
生徒の大半は神奈川県内に在住して通学しているが、上記の体育コースには県外からの生徒もいる。近年は、学業にも力を入れていて、2015年度より特進コースが廃止され、代わりに進学アドバンスコースセレクトクラスが新設された。また、附属元である湘南工科大学への進学を目指す技術コースが新設された。
2016年度より、進学ベーシックコースが廃止され進学スタンダードコースが新設された。

## 沿革
- 1961年 - 相模工業高等学校として開校（機械科・電子科の2コース）
- 1962年 - 電気科設置
- 1964年 - 普通科設置
- 1965年 - 相模工業大学附属高等学校に改称
- 1977年 - 男女共学に移行
- 1983年 - 制服変更
- 1990年 - 湘南工科大学附属高等学校に改称、校章を変更
- 1994年 - 電気科募集停止
- 1998年 - 機械科電子科募集停止、総合コース新設
- 2000年 - 海外語学研修開始
- 2009年 - 総合コース募集停止、進学・特進コースのカリキュラムを大幅変更

## 交通
- JR東海道本線辻堂駅 徒歩15分、またはバス「辻03」系統（江ノ電・神奈中）乗車高砂小学校前下車。
- JR東海道本線・小田急江ノ島線・江ノ島電鉄線の藤沢駅からバス「藤04」系統(江ノ電・神奈中)乗車高砂小学校前下車。

## 学科
- 全日制課程
  - 体育コース
  - 技術コース
  - 進学コース
    - 進学アドバンスコース
      - セレクトクラス
      - 一般クラス

    - 進学スタンダードコース

## 著名な出身者
- 奥寺康彦 - 元古河電気工業サッカー部（ジェフユナイテッド市原・千葉）、ドイツブンデスリーガ・1.FCケルン、ヘルタ・ベルリン、ヴェルダー・ブレーメン、元サッカー日本代表選手、横浜FC会長
- 田宮淑行 - 歌手、横浜銀蝿の嵐
- 小泉真也 - シンガー、ダンサー、エンターテイナー
- 加島DJ - ラグビー選手、三菱重工相模原ダイナボアーズ
- 杉浦直人 - ラグビー選手、元NTTコミュニケーションズシャイニングアークス
- 牧田旦 - ラグビー選手、リコーブラックラムズ
- 安井慎太郎 - ラグビー選手、三菱重工相模原ダイナボアーズ
- 福田正博 - 元三菱重工業サッカー部、浦和レッズ、サッカー日本代表選手、解説者
- 増田健太郎 - 元プロテニス選手
- 谷澤英彦 -　元プロテニス選手
- 守屋宏紀 - プロテニス選手
- 三宅学 - 元バスケットボール選手、現横浜清風高校監督
- 赤穂真 - 元バスケットボール選手
- 沖田眞 - 元バスケットボール選手
- 南山真 - 元バスケットボール男子日本代表選手
- 太田陽子 - 現姓ハニカット陽子陸上競技高跳び選手　シドニーオリンピック11位と健闘
- 杉山愛 - 元プロテニス選手（中退）
- 鈴木磨(osamu) - ミュージシャン、ヒューマンロスト/Vo,g
- 吉田友佳 - 元プロテニス選手
- 鈴木裕紀 - 元プロバスケットボール選手・岩手ビッグブルズヘッドコーチ
- 堀田剛司 - 元プロバスケットボール選手・バンビシャス奈良ヘッドコーチ
- 近内圭太郎 -元競泳選手 アトランタオリンピック競泳日本代表選手
- 木暮賢一郎 - 元フットサル日本代表選手、元名古屋オーシャンズ所属
- 高岸知代 - 元プロテニス選手
- 森知子 - モデル、元チェキッ娘
- 宗田豪 - 漫画家
- 中村礼子 - 元競泳選手　アテネ五輪背泳ぎ銅メダリスト　北京五輪背泳ぎ銅メダリスト
- 立石諒 - 元競泳選手　ロンドン五輪平泳ぎ銅メダリスト
- 塩浦慎理 - 競泳選手　リオデジャネイロ・東京五輪日本代表
- 小堀倭加 - 競泳選手　2020年東京オリンピック日本代表
- 小坂悠真 - 元競泳選手
- 太田在 - モデル
- H-MAN - レゲエ
- 佐々木左之介 - 卓球ボクサー、プロボクサー、第56代日本ミドル級チャンピオン
- 坂本憲一  元卓球選手、現・日産追浜
- 小西裕之 - 元体操選手、ソウルオリンピック体操男子団体銅メダリスト
- 梶山広司 - 元体操選手、モントリオールオリンピック体操男子団体金メダリスト
- 吉川剛幸 - サッカー選手 元Y.S.C.C.横浜所属
- 米澤哲哉 - サッカー選手 いわきFC所属
- 脇坂崚平 - サッカー選手 ヴァンラーレ八戸所属
- 田原廉登 - サッカー選手 Y.S.C.C.横浜所属
- 下川隼佑 - プロ野球選手 東京ヤクルトスワローズ所属